# 宁波交通
宁波交通由对外交通和城市交通组成。对外交通主要沟通周边城市和各县市中心，而城市交通主要为市区居民出行提供服务。
宁波位于东海之滨，北临杭州湾，东临东海，因而历史上陆路运输并不发达，但是水运十分发达。宁波港（明州港）长期以来一直是中国的重要港口。在古代，明州港的货物上溯姚江，通过杭甬运河到达杭州，此后再通过京杭大运河到达全国各地。近代以来，宁波的道路运输开始发展，尤其是近20年，伴随着港口的发展，宁波的道路运输逐渐发达，铁路和航空业日趋完善。

## 对外交通

宁波市域交通图

寧波市域交通圖

### 港口与水运
宁波出现港口的历史可以追溯到春秋时期。当时的句章港是重要的军港。唐代，明州港是全国最大的开埠港，对日贸易发达，文化交流频繁。宋代，明州港与泉州港、广州港并列为中国三大对外贸易港口，为海上丝绸之路的重要出发点。明代，宁波港由于倭寇侵扰和海禁政策走向衰落。清代鸦片战争以后，南京条约将宁波划为通商口岸。但是，由于上海港的崛起，宁波港未能得到较好的发展。直到1973年，镇海港区开始建设，宁波港开始由内河港走向河口港。1979年1月10日，北仑港开始建设，宁波港开始转变为海港。1989年北仑港区被确定为中国大陆重点开发建设的四个国际深水中转港之一:699。2006年1月1日，宁波舟山港正式启用，原“宁波港”和“舟山港”名称不再使用，成为中国大陆第一个跨地市港口。
宁波港口的发达得益于优良的自然条件和地理位置。自然条件方面，宁波港以舟山群岛为屏障，码头建设无需设置防波堤。进港水深超过18.2米，可开发的深水岸线超过120公里。地理位置方面，宁波处于中国大陆海岸线的中部，向外可在1000海里内到达香港、釜山、神户等港口，向内可以通过长江和京杭大运河到达中国内陆地区。目前，宁波舟山港宁波港域（即宁波港）共设有甬江港区、北仑港区、大榭港区、穿山港区、梅山港区、象山港区、石浦港区共七个港区，最大泊位吃水深度22.5米，可停靠25万吨级轮船。主要经营的项目为集装箱、煤炭、原油、成品油、矿石、杂货等。
宁波的水上客运曾经十分发达，但是，随着公路与民航的发展，近年来，宁波的水上客运趋于没落。至2010年仍在运营的水上客运航线为宁波-舟山轮渡、镇海甬江轮渡、象山港汽渡和三门湾轮渡:171-174。但是，受到道路交通的冲击，宁波-舟山轮渡和镇海甬江轮渡客流下降明显。，目前镇海甬江轮渡已停航，但是，水上货运仍然发达，尤其是杭甬运河重新疏浚之后，水水联运将成为宁波货物运输的新方式。

### 铁路
宁波最早的铁路是始建于清末民初的沪杭甬铁路宁波江北至慈城段。后由于战乱和技术原因，该铁路并未全线贯通，仅延伸到曹娥江，称为沪杭甬铁路甬曹段。甬曹段共设9个车站，起点站位于今宁波江北公园内，终点站位于马渚。1938年，为防御日军进犯，杭甬铁路全线被拆除。民国期间，旅沪宁波商人虞洽卿、乐振宝分别出资修建龙山铁路和育王铁道，运营小火车，但均在抗战期间被拆除。中华人民共和国成立后，在原有甬曹铁路庄桥到马渚段的路基上重建曹甬铁路并跨过曹娥江直达萧山，形成萧甬铁路。同时，从庄桥向南跨越姚江，在宁波南门地区修建新宁波站，并预留继续向东延伸至穿山半岛的条件。1977年和1986年，分别修建了前往镇海港区和北仑港区的洪镇铁路和北仑支线:827-831。2009年，甬台温铁路通车，结束了宁波没有高速铁路的历史。2013年通车的杭甬客运专线使宁波接入全国高速铁路网。
在现有普速铁路和高速铁路的基础上，宁波正在建设宁波铁路枢纽工程。该工程包括新建宁波铁路枢纽北环线、宁波站改建和宁波北站搬迁三个部分。工程完成后，宁波铁路将形成“客货分线、南客北货”的环状铁路格局。为方便港口进行海铁联运，在原有北仑支线的基础上，还将建设大榭、穿山港区铁路支线。
宁波地区规模最大的客运火车站为宁波站。车站始建于1959年，重建并重新开放于2013年。宁波站为杭深线上8台16线客运枢纽，可与轨道交通2号线、4号线、公交、出租车等其他交通方式零换乘。此外，地区性客运站还包括萧甬铁路余姚站、甬台温铁路奉化站和宁海站以及杭甬客运专线余姚北站和庄桥站。其中，庄桥站将和宁波站以及改建后的宁波东站一道组成宁波主城区“一城三站”的铁路客运体系。货运方面，宁波北站是宁波地区最大的货运站，2014年搬迁至江北洪塘铁路编组站北侧。规划中宁波铁路集装箱中心站是中国《中长期铁路网规划》提出的18个铁路集装箱中心站之一。
2024年，宁波-杭州城际铁路可使用铁路e卡通扫码乘车。

### 公路

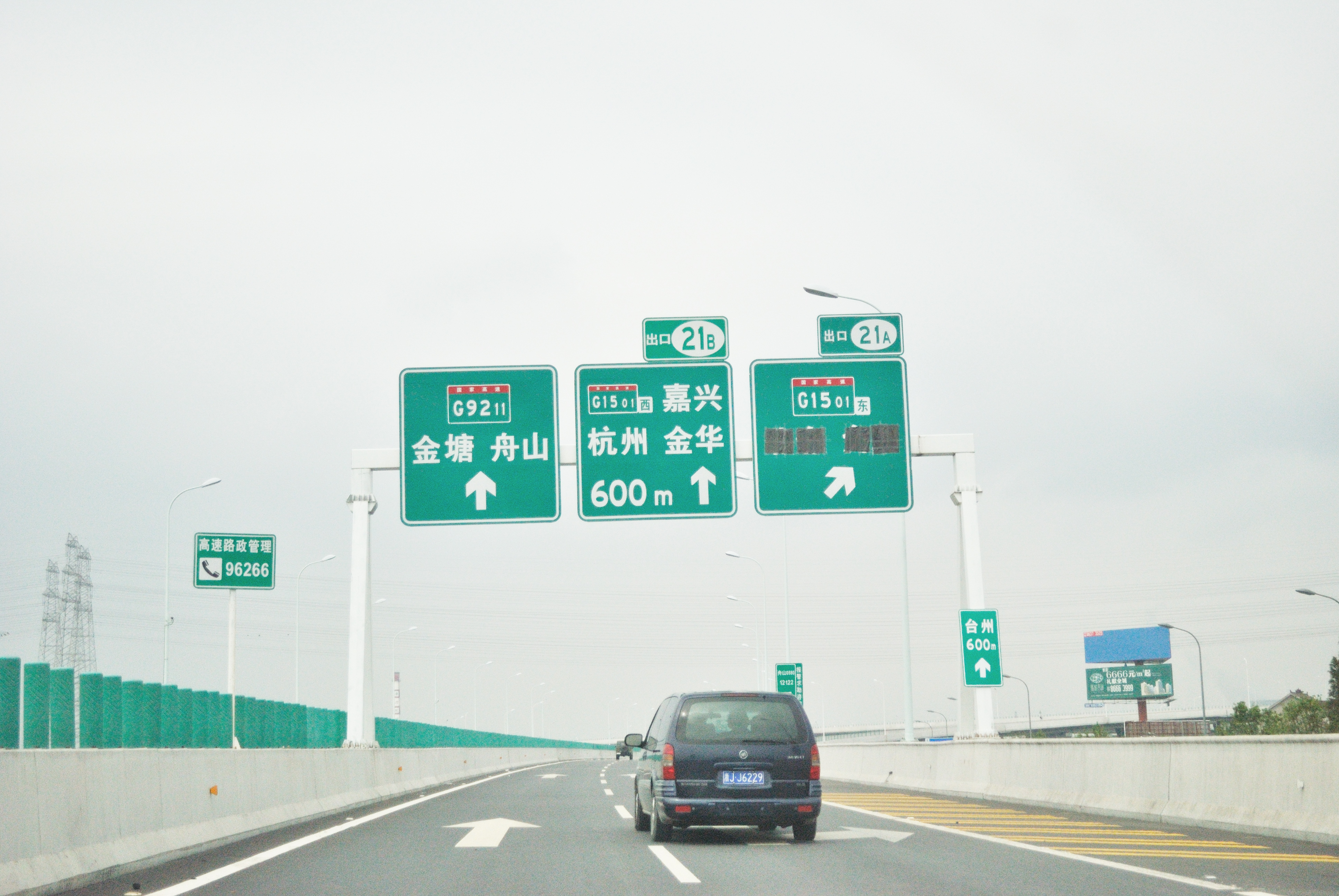
蛟川枢纽，连接甬舟高速公路和宁波绕城高速公路

宁波首条公路为1929年通车的城区至奉化公路。民国统治时期，共修建宁波至穿山、横山、观城等处的公路14条，总长447公里。:802中华人民共和国成立后，截至2010年，宁波公路总里程已达到10194.905公里，其中高速公路为384.855公里:221-222。
 329国道（杭州-沈家门线）曾经是经过宁波的唯一一条普通国道，宁波市内总长134.53公里。该公路于1930年始建，1934年5月竣工。1955年，修复因战乱而破坏的路段。:802-803近年来，由于交通便利，329国道沿线的慈溪、余姚、北仑等地企业依国道布局，形成了近百里的沿线经济带。在带来物流便利的同时，这种布局方式也带来了巨大的交通隐患，2019年起，329国道改为舟山-鲁山线，新增 228国道（丹东-东兴线）、 527国道（象山-义乌线，2022年改为象山-兰溪线）。宁波境内的普通省道曾经有 213省道（浒山-溪口线）、 214省道（宁波-临海线）、 215省道（盛垫-宁海线）、 216省道（茅洋-石浦线）、 309省道（江口-拔茅线）、 311省道（象山-西山线）、 318省道（宁波-梁辉线）、 319省道（宁波-余姚线）、 320省道（骆驼-霞浦线）九条:228-234，2023年起改为 202省道（嘉善-象山线）、 203省道（鄞州-玉环线）、 204省道（余姚-温岭线）、 206省道（嘉善-余姚线）、 209省道（奉化-庆元线）、 306省道（镇海-萧山线）、 307省道（北仑-上虞线）、 309省道（鄞州-开化线）、 310省道（奉化-桐庐线）、 312省道（北仑-嵊州线）、 313省道（普陀-宁海线）、 314省道（象山-天台线）十二条。
1996年建成，连接杭州和宁波的杭甬高速公路是宁波，也是浙江省第一条高速公路，目前为 杭州湾环线高速的一部分。此外， 沈海高速从北向南穿过宁波，北端通过杭州湾跨海大桥连接嘉兴市，南部连接台州市。 甬金高速向西连接金华市。 甬舟高速经过舟山群岛连接舟山市。 甬莞高速经过象山港大桥跨越象山港连接象山县，跨过三门湾抵达台州和温州。 穿山疏港高速连接宁波港穿山港区，便利港口集疏运。 宁波绕城高速将多条辐射状高速公路相连。 慈余高速连接杭甬高速及杭甬高速复线， 石浦疏港高速连接宁波舟山港石浦港区。 象山湾疏港高速连接六横疏港高速公路和甬莞高速公路。 十一塘高速连接杭州湾跨海大桥和沪甬跨海通道。 杭甬高速连接杭州和宁波，为杭甬间第二条高速公路， 六横疏港高速连接梅山岛和六横岛。其他多条高速公路正在兴建或规划中。

### 航空
宁波拥有两座机场，分别是宁波栎社国际机场和宁波庄桥机场。宁波栎社国际机场位于宁波市西南，距市区12公里，目前拥有到香港和台湾的直航班机和多个国际包机。庄桥机场位于江北区庄桥街道，目前仅作为军用机场。

## 城市交通

### 城市道路
宁波的城市道路建设始于1925年，当时，宁波政府拆除旧城城墙修建环城马路。1927年，公园路成为宁波首条沥青马路。1933年，在原城墙基础上修建的环城马路建成。改革开放后，道路条件有了较大改善。宁波老城区马路由三江隔开，形成较为独立的路网。其中，海曙区路网呈网状，鄞州区呈方格式，江北区则成倒三角式。中山路、联丰路 - 柳汀街 - 药行街 - 百丈路是宁波的城市主干道，穿过宁波市中心。解放路、人民路 - 江厦街 - 灵桥路是宁波中心城区贯穿南北的主干道。宁波正在现有道路基础上建设城市快速路网络，计划形成以机场路、通途路、世纪大道、环城南路为内环，北外环路、东外环路、鄞州大道、福庆路、甬金高速连接线、广元路为外环的城市快速路网。第一条城市快速路宁波机场快速干道于2011年10月31日通车，北外环快速路和环城南路快速路于2014年12月31日通车，世纪大道快速路于2017年9月29日通车，甬金高速连接线、广元路快速路、鄞州大道—福庆路快速路于2022年6月29日通车。

### 公共交通
宁波市内公共交通目前以公共汽车为主，主要运营方为宁波市公共交通集团，下设以下分公司运营公交线路：
| 公司名                               | 原名                                                | 驻点   |
| ------------------------------------ | --------------------------------------------------- | ------ |
| 宁波市公共交通集团有限公司第一分公司 | 宁波市公共交通总公司第一分公司 永平公共交通有限公司 | 江北区 |
| 宁波市公共交通集团有限公司第二分公司 | 宁波市公共交通总公司第二分公司 永安公共交通有限公司 | 江北区 |
| 宁波市公共交通集团有限公司第三分公司 | 宁波市公共交通总公司第三分公司 永昌公共交通有限公司 | 鄞州区 |
| 宁波市公共交通集团有限公司第四分公司 | 宁波市公共交通总公司第四分公司 永盛公共交通有限公司 | 鄞州区 |
| 宁波市镇海公共交通有限公司           | 宁波市公共交通总公司第五分公司                      | 镇海区 |
| 宁波市公交旅游有限公司               |                                                     | 江北区 |
| 宁波公共自行车服务发展有限公司       |                                                     | 鄞州区 |

此外，郊县和主城区部分区域由各区县公交公司运营。主城区重要的公交公司有公运公交、城乡公交、北仑公交和东方巴士。
2024年，宁波公交可使用铁路e卡通扫码乘车。

### 轨道交通
宁波轨道交通筹建于2002年，城区线路规划形成于2003年。2008年8月，近期建设规划获得国家发改委批准。 城区共规划有7条线，以一、二、三号线位主干，四、五、六、七号线为补充。1号线自西向东，从高桥西站至长江路站。2号线自西南向东北，从栎社国际机场站至清水浦站。 此外，通往市域内其他县市的线路也已经纳入规划。目前，1号线、2号线、3号线、4号线、5号线已经开通，6号线、7号线、8号线已纳入第三轮建设规划。